# Wörth am Main
Wörth am Main (ufficialmente Wörth a.Main) è una città tedesca di 4 791 abitanti, situata nel land della Baviera.

## Storia
Nelle sue vicinanze fu costruito un antico forte ausiliario dei Romani a partire dal II secolo e che rimase attivo fino all'abbandono del limes germanico-retico nel 260 (vedi a tal proposito invasioni barbariche del III secolo).